# Ivo Komšić
Ivo Komšić (Kiseljak, 16. lipnja 1948.), bosanskohercegovački političar hrvatskog podrijetla.
Tijekom rata u Bosni i Hercegovini bio je član Predsjedništva Republike Bosne i Hercegovine iz reda hrvatskog naroda od 1993. do 1996. Bio je gradonačelnik grada Sarajeva od 2013. do 2017. godine. Danas je politički aktivan kao potpredsjednik malene političke stranke, čiji su glasači pretežito Bošnjaci, Unije Socijaldemokrata BiH - USD BiH - Unija za sve nas.

## Životopis
Ivo Komšić rodio se je 16. lipnja 1948. godine u Kiseljaku, gdje je završio osnovnu školu i gimnaziju. Po okončanju srednjoškolskog obrazovanja upisuje studij filozofije i sociologije Filozofski fakultet u Sarajevu. Na Filozofskom fakultetu u Sarajevu magistrirao je 1977. godine temom Pojam prirode i povijesti u Hegelovom i Marxovom djelu. Na istom fakultetu doktorirao je u lipnju 1985. godine na temi Dijalektika robnog oblika (Pretpostavke dijalektike diskontinuiteta u Marxovom Kapitalu).
Ivo Komšić radio je kao srednjoškolski profesor filozofije i sociologije do 1977. godine, a zatim kao asistent na Mašinskom fakultetu u Sarajevu na kolegiju Osnove marksizma do 1979. godine.
Nakon toga prelazi na Filozofski fakultet u Sarajevu gdje ponovo biva biran u zvanje asistenta na predmetu Sociologija rada i politike. U nastavničko zvanje docenta biran je 1986. godine, u zvanje izvanrednog profesora 1990. godine, a u zvanje redovitog profesora 2000. godine. Za dekana Filozofskog fakulteta u Sarajevu izabran je 2010. godine. Objavio je veliki broj znanstvenih i stručnih radova u domaćim i stranim časopisima. Bio je urednik časopisa za filozofiju i društvenu teoriju Dijalog, predsjednik Udruženja za sociologiju BiH, te sudionik na velikom broju znanstvenim i kulturnih skupova.

## Politika[1]
Na prvim demokratskim izborima u BiH 1990. godine Ivo Komšić sudjelovao je u izboru za člana Predsjedništva BiH, kao kandidat Socijaldemokratske partije (SKBiH-SDP). Početkom agresije na Republiku Bosnu i Hercegovinu 1992. godine privremeno radi u Ministarstvu obrane kao dragovoljac. Blokada grada Sarajeva zatiče ga u rodnom Kiseljaku gdje se priključio radu humanitarne organizacije „Caritas“. Nakon raspada Predsjedništva RBiH početkom studenog 1993. godine, temeljem izbornih rezultata iz 1990. godine, Ivo Komšić, postaje član ratnog Predsjedništva RBiH.
Ivo Komšić je sudjelovao u gotovo svim mirovnim pregovorima o BiH. U razdoblju od 2000. do 2002. godine bio je na funkciji predsjedavajućeg Doma naroda Parlamenta Federacije Bosne i Hercegovine. Od 2006. godine do 2008. godine bio je zastupnik u Skupštini Sarajevske županije i u Domu naroda Parlamenta Federacije BiH. Od 27.ožujka 2013. godine na temelju odluke Gradskog vijeća Grada Sarajeva obnaša funkciju gradonačelnika Grada Sarajeva. U kolovozu 2014. godine pokreće sustav "Gradonačelnik odgovara" putem koje svi građani Sarajeva mogu neposredno kontaktirati s njime koristeći aplikaciju na internetskoj stranici www.gradonacelniksarajeva.ba.
Prema političkom uvjerenju je socijaldemokrat. Potpredsjednik je Unije socijaldemokrata-Unije za sve nas (USD).
Oženjen je i otac troje djece.

## Znanstveni rad
- Dijalektika robnog oblika; Sarajevo, "Veselin Masleša", 1987.
- Automatizacija i humanizacija, 1999.
- Preživljavanje zemlje - Tko je kada, kako i gdje djelio BiH; Zagreb, Prometej, 2006.
- Socijalna moć uma - Uvod u teoriju socijalne pulsacije; Sarajevo, Svjetlost; 2012.
- Vrijeme sijenki - Ethnos u politici; Sarajevo, Publishing; 2014.
- Teorija socijalne pulsacije; Sarajevo, Publishing; 2016.
- Tuđmanov Haški profil - Udruženi zločinački poduhvat na Bosnu; Sarajevo, Synopsis, 2021.